# Приказчикова, Наталья Викторовна
Наталья Викторовна Приказчикова (в девичестве — Фурсова; род. 1968, Энгельс, Саратовская область) — советская биатлонистка, двукратная чемпионка и призёр чемпионата мира, победительница и призёр этапов Кубка мира, двукратная чемпионка СССР. Мастер спорта СССР международного класса.

## Биография
Выступала за спортивное общество «Буревестник» и город Киев, тренер — В. Карленко.
В 1986 году стала чемпионкой СССР в эстафете в составе сборной Украинской ССР вместе с Надеждой Беловой и Антониной Сокирко. В 1988 году выиграла золото чемпионата страны в индивидуальной гонке.
В сборную СССР входила с сезона 1987/88. На чемпионате мира 1988 года стала 14-й в спринте и 13-й в индивидуальной гонке, а в эстафете не стартовала. В остальных этапах Кубка мира этого сезона сборная СССР участия не принимала.
На следующем чемпионате мира, в 1989 году, стала чемпионкой в эстафете и в командной гонке, а также бронзовым призёром в спринте. В общем зачёте Кубка мира сезона 1988/89 заняла второе место со 187 очками, уступив Елене Головиной. Также в этом сезоне становилась победительницей этапов Кубка мира в эстафетах (в Рупольдинге и Эстерсунде, оба раза в команде со Светланой Давыдовой и Еленой Головиной), выиграла командную гонку на этапе в Альбервиле. В личных видах одержала одну победу на этапах Кубка мира — 11 марта 1989 года в спринте в Эстерсунде, трижды была второй и один раз — третьей.
В сезоне 1990/91 заняла место в четвёртом десятке общего зачёта Кубка мира, набрав 32 очка. По окончании сезона завершила спортивную карьеру.